# Largillay-Marsonnay
Largillay-Marsonnay è un comune francese di 197 abitanti situato nel dipartimento del Giura nella regione della Borgogna-Franca Contea.

## Società

### Evoluzione demografica
Abitanti censiti